# Drive My Car (film)
Pour la chanson homonyme des Beatles, voir Drive My Car.
Pour plus de détails, voir Fiche technique et Distribution.
Drive My Car (ドライブ・マイ・カー, Doraibu mai kā), Conduis mon char ou Drive My Car au Québec, est un film japonais coécrit et réalisé par Ryūsuke Hamaguchi, sorti en 2021.
Il s'agit de l'adaptation de la nouvelle du même nom de l'écrivain japonais Haruki Murakami parue dans le recueil Des hommes sans femmes.
Très bien accueilli par la critique, le film remporte, entre autres, le prix du scénario lors de sa présentation au Festival de Cannes 2021, puis l'Oscar du meilleur film international en mars 2022.

## Synopsis
Yūsuke Kafuku est acteur et metteur en scène de théâtre. Il est marié à Oto, scénariste. C'est pendant qu'ils font l'amour qu'Oto a des idées de scénarios, et elle les raconte à Yūsuke.
Oto amène un jeune acteur avec lequel elle travaille, Kōji Takatsuki, au théâtre pour voir la dernière mise en scène de Yūsuke, En attendant Godot de Samuel Beckett. Après la représentation, ils vont le voir dans sa loge et Takatsuki complimente Yūsuke.
Yūsuke aime conduire sa voiture, une Saab 900, et écouter pendant ses trajets un enregistrement de la pièce d'Anton Tchekhov Oncle Vania, afin de mémoriser le rôle de Vania. C'est Oto qui a enregistré la cassette, en laissant des blancs pour les répliques de Vania pour que Yūsuke puisse les dire.
Un jour, Yūsuke a un accident de voiture, et à l'hôpital on lui diagnostique un glaucome encore peu avancé. Il peut encore conduire, mais doit utiliser un collyre pour stopper l'évolution de la maladie.
Oto et Yūsuke forment un couple très uni, même si Yūsuke sait qu'Oto a des relations sexuelles avec d'autres hommes. Ils ont eu une fille unique, morte d'une pneumonie à l'âge de 4 ans.
Un jour, Yūsuke part au travail, et Oto lui annonce qu'elle doit lui parler le soir même. Lorsqu'il rentre, il trouve Oto par terre, et elle meurt d'une hémorragie méningée. Lors des obsèques, il rencontre Takatsuki à nouveau. Peu après, Yūsuke s'effondre nerveusement alors qu'il joue le rôle d'oncle Vania et doit interrompre la représentation.
2 ans plus tard, Yūsuke est invité à Hiroshima pour y monter la pièce Oncle Vania dans une version multilingue avec des acteurs japonais, coréens, chinois et philippins. Pour des raisons d'assurance, il est contraint de céder le volant de sa Saab 900 à une jeune femme de 23 ans, l'âge qu'aurait sa propre fille si elle avait vécu, qui s'appelle Misaki Watari. Il est réticent au début, mais Misaki le convainc par ses talents de conductrice et parce qu'il peut continuer à écouter son enregistrement de la pièce de Tchekhov.
Takatsuki participe aux auditions pour la représentation, et Yūsuke lui attribue le rôle d'oncle Vania malgré son jeune âge. Takatsuki a tendance à se montrer violent avec des hommes qui le filment ou le photographient sans autorisation. Lui et Yūsuke parlent longuement d'Oto. Takatsuki reconnaît qu'il était amoureux d'elle, mais nie avoir jamais eu de relations sexuelles avec elle.
Peu à peu, Yūsuke et Misaki parlent de leurs vies respectives. Misaki a grandi dans un village de l'île de Hokkaidō, elle n'a jamais connu son père et a perdu sa mère 5 ans auparavant lorsque leur maison a été ensevelie dans un glissement de terrain. Elle culpabilise car elle pense qu'elle aurait pu sauver sa mère. Yūsuke, lui, pense qu'il aurait pu sauver sa femme s'il était rentré plus tôt le jour de sa mort.
Takatsuki est arrêté par la police, accusé d'homicide involontaire car un homme qu'il a frappé parce qu'il l'avait photographié sans autorisation est mort. La directrice du théâtre propose à Yūsuke de reprendre le rôle d'oncle Vania, un rôle qu'il n'a plus joué depuis son effondrement lors de la représentation après la mort de sa femme. Elle lui donne 2 jours de réflexion. Yūsuke demande à Misaki de l'emmener dans le village de son enfance, sur le lieu où était sa maison, et ils traversent tout le Japon pour s'y rendre. Lorsqu'ils reviennent à Hiroshima, Yūsuke accepte de reprendre le rôle d'oncle Vania, et la représentation est un triomphe.
Dans la dernière scène, on voit Misaki en Corée du Sud, où elle fait ses courses dans un supermarché, avant de rejoindre la Saab 900 où l'attend un chien. Sa cicatrice sur la joue gauche ne paraît plus.

## Fiche technique
Sauf indication contraire, les informations mentionnées dans cette section peuvent être confirmées par la base de données cinématographiques IMDb,  présente dans la section « Liens externes ».
- Titre international et français : Drive My Car
- Titre québécois : Conduis mon char
- Titre original : ドライブ・マイ・カー (Doraibu mai kā?)
- Réalisation : Ryūsuke Hamaguchi
- Scénario : Ryūsuke Hamaguchi et Takamasa Ōe, d'après la nouvelle homonyme de Haruki Murakami
- Musique : Eiko Ishibashi (en)[4]
- Photographie : Hidetoshi Shinomiya (ja)
- Pays de production :  Japon
- Langues originales : japonais, coréen, langue des signes coréenne, anglais, mandarin, allemand, tagalog, indonésien
- Format : couleur
- Genre : drame
- Durée : 179 minutes
- Dates de sortie :
  - France : 11 juillet 2021 (festival de Cannes), 18 août 2021 (sortie nationale)[5]
  - Japon : 20 août 2021[6]
  - Suisse romande : 22 décembre 2021[7]

## Distribution
- Hidetoshi Nishijima (VFB : Michelangelo Marchese) : Yūsuke Kafuku
- Tōko Miura (en) (VFB : Audrey D'Hulstère) : Misaki Watari
- Masaki Okada (VFB : Maxime Donnay) : Kōji Takatsuki
- Reika Kirishima (en) (VFB : Edwige Baily) : Oto Kafuku
- Dae-Young Jin (en) (VFB : Valéry Bendjilali) : Kon Yoon-su
- Yoo-rim Park (en) : Lee Yoon-a
- Sonia Yuan (en) : Janice Chang
- Satoko Abe (en) : Yuhara

## Production
Ryūsuke Hamaguchi a précisé qu'il s'est inspiré de trois des nouvelles rassemblées dans Des hommes sans femmes : Drive My Car, Shéhérazade et Le Bar de Kino.

## Précision sur la fin
Dans sa critique de Drive My Car, Enrique Seknadje fait une remarque importante concernant la scène finale, énigmatique, et Misaki, qui est originaire de l'île de Hokkaidō (qui a quitté celle-ci pour aller vers le Sud en passant par Hiroshima) : 

« [...] précisons pour celles et ceux qui connaîtraient mal les idéogrammes ou qui risquent de ne pas faire attention aux inscriptions visibles à l’écran, que la dernière scène, celle où Misaki se retrouve presque seule en période Covid, se passe en Corée. [...] On peut en déduire que le personnage a poursuivi son parcours vers le Sud au-delà de Hiroshima, lieu de guerre et de paix où se déroule une partie de l'action du film… »

## Accueil

### Critique
En France, le site Allociné recense une moyenne des critiques presse de 4,6/5.

## Distinctions

### Récompenses
- Festival de Cannes 2021 :
  - Prix du scénario[11]
  - Prix FIPRESCI[12]
  - Prix du jury œcuménique[13]
- Los Angeles Film Critics Association Awards du meilleur film et du meilleur scénario pour Ryūsuke Hamaguchi et Takamasa Ōe[14]
- Golden Globes 2022 : meilleur film en langue étrangère[15]
- Prix des auditeurs du Masque et la Plume du meilleur film étranger de l'année 2021[16]
- BAFA 2022 : meilleur film en langue étrangère
- Oscars 2022 : meilleur film international
- Satellite Award du meilleur film en langue étrangère 2022[17]
- Grand prix de la FIPRESCI 2022[18]

### Nominations
- César 2022 : meilleur film étranger[19]
- Oscars 2022 :
  - meilleur film
  - meilleure réalisation pour Ryūsuke Hamaguchi
  - meilleur scénario adapté pour Ryūsuke Hamaguchi et Takamasa Ōe[20]